# 埃氏翎電鰻
埃氏翎電鰻，為輻鰭魚綱電鰻目線翎電鰻科的其中一種，為熱帶淡水魚，分布於南美洲哥倫比亞波哥大河及Luisa河流域，體長可達30.4公分，棲息在底中層水域，生活習性不明。

## 扩展阅读
維基物種上的相關：埃氏翎電鰻